# Cyathus
Cyathus là một chi nấm trong họ Nidulariaceae, một họ được gọi chung là nấm tổ chim. Chúng có tên gọi này là vì trông giống như tổ của chim nhỏ chứa đầy những "trứng", cấu trúc đủ lớn đến nỗi trước đây bị nhầm lẫn là các hạt giống. Tuy nhiên, các nấm này ngày nay được gọi là cấu trúc sinh sản có chứa các bào tử. "Trứng", hoặc các peridiole, luôn gắn chặt vào bề mặt bên trong của cơ thể trái cây này do một dây đàn hồi của sợi nấm được biết đến như một căn phối. 45 loài phân bố rộng rãi trên toàn thế giới và một số được tìm thấy tại hầu hết các nước, mặc dù một số tồn tại trong chỉ có một hoặc hai miền địa phương. Cyathus stercoreus được coi là nguy cơ tuyệt chủng ở một số nước châu Âu. 

## Hình ảnh

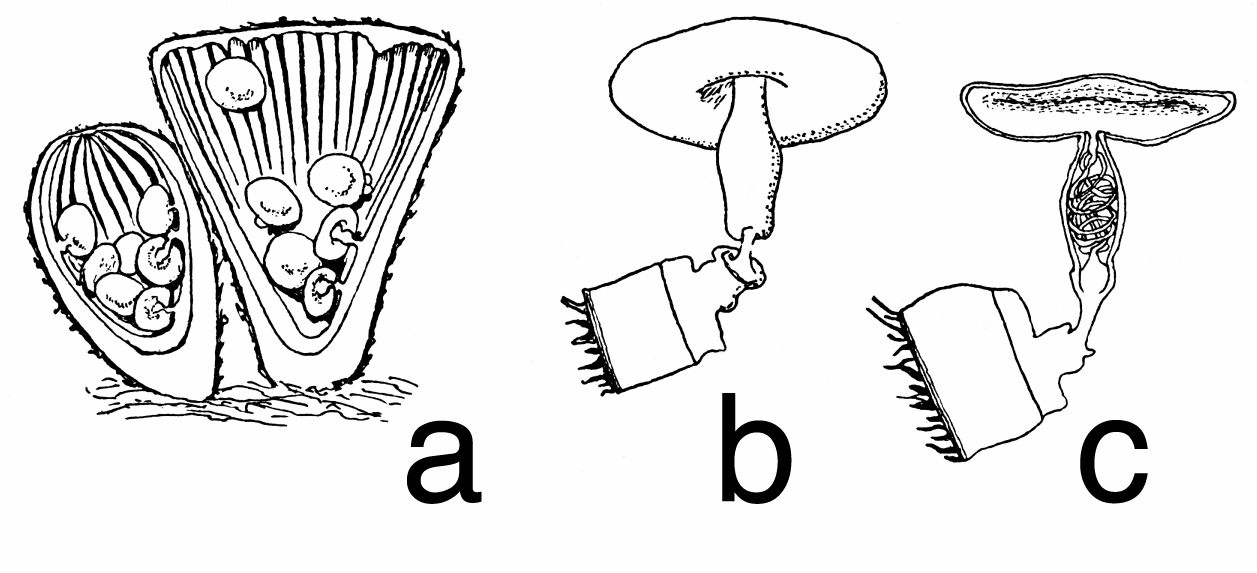
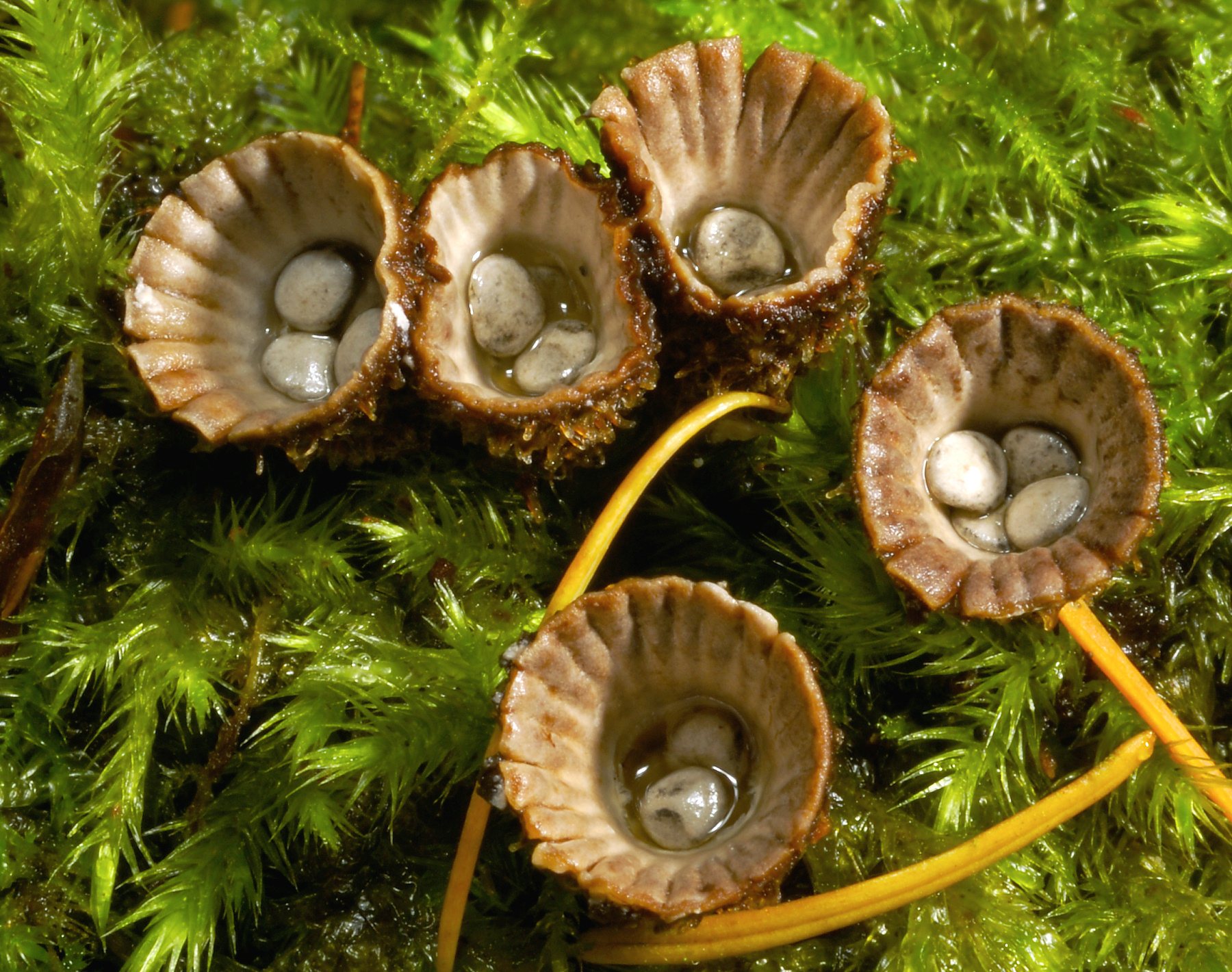
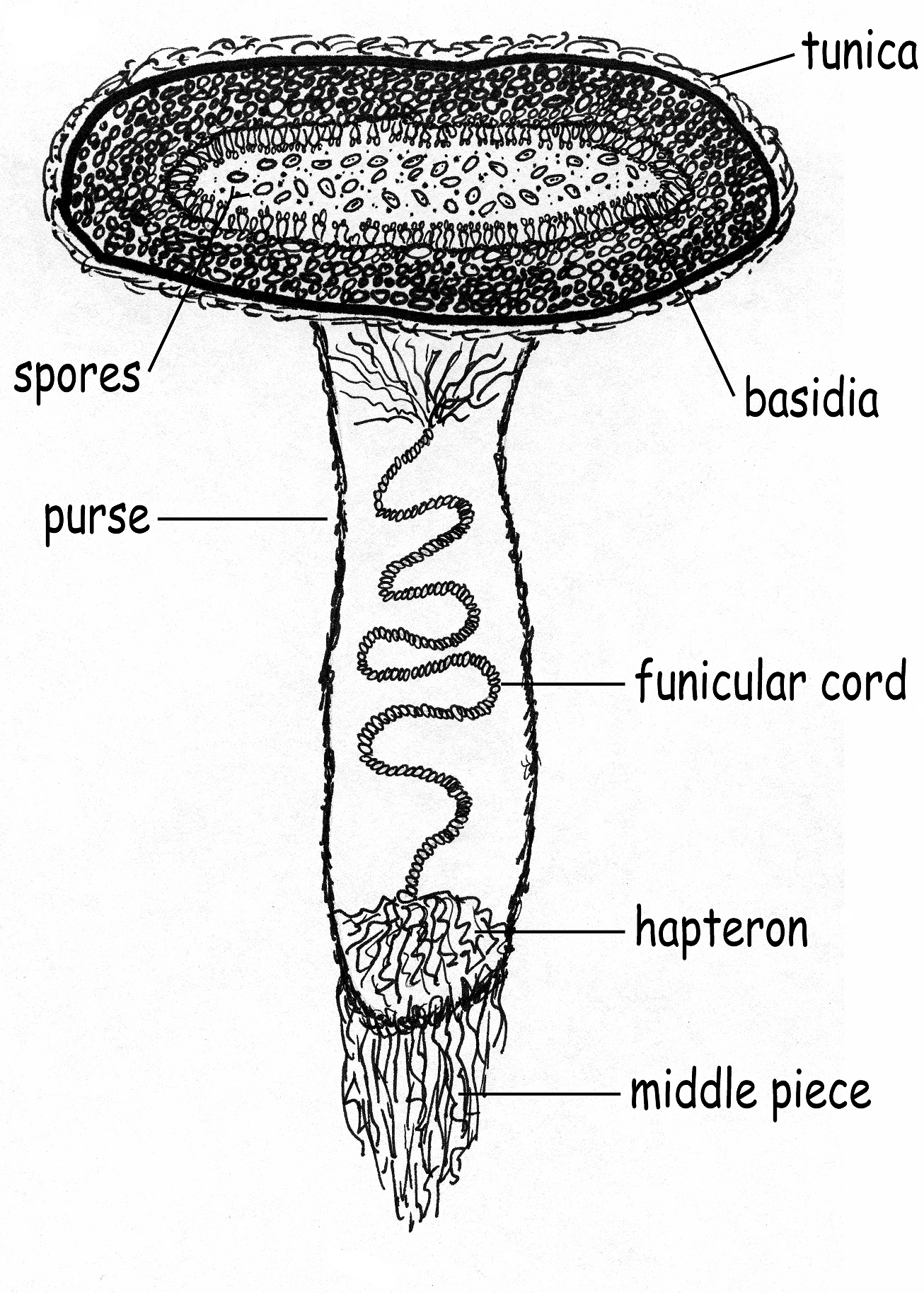